# Mechaniczna pomarańcza (film)
Mechaniczna pomarańcza (tytuł oryginalny: A Clockwork Orange) – amerykańsko-brytyjski dramat science fiction z 1971 roku, ekranizacja powieści Anthony’ego Burgessa o tym samym tytule. Autorem scenariusza, reżyserem i producentem obrazu był Stanley Kubrick. Jako Alex DeLarge wystąpił Malcolm McDowell. Ścieżka dźwiękowa filmu zawiera m.in. zaaranżowane na syntezator Mooga kompozycje Wendy Carlos, a także elektroniczne przekształconą muzykę poważną. Szczególną rolę w filmie pełni IX symfonia Beethovena. W Polsce, film był objęty cenzurą, aż do upadku komunizmu.

## Obsada
- Malcolm McDowell jako Alex "DeLarge" Burgess
- Warren Clarke jako Dim
- James Marcus jako Georgie
- Patrick Magee jako Frank Alexander
- Adrienne Corri jako pani Alexander
- Michael Bates jako Barnes, naczelny strażnik
- Aubrey Morris jako pan P.R. Deltoid
- Miriam Karlin jako kocia Pani
- Michael Tarn jako Pete
- Philip Stone jako tata
- Sheila Raynor jako mama
- Steven Berkoff jako posterunkowy Tom
- John Clive jako aktor sceniczny
- Clive Francis jako Joe, lokator
- Margaret Tyzack jako kospiratorka
- David Prowse jako Julian

## Opis fabuły
Akcja filmu rozgrywa się w nieokreślonym czasie w Wielkiej Brytanii. Obraz opowiada historię Alexa DeLarge, młodego, inteligentnego człowieka z dobrej rodziny, miłośnika muzyki poważnej (przede wszystkim Beethovena), a zarazem przestępcy, gwałciciela i zbrodniarza, który kieruje małą grupą młodych przestępców.
Podczas jednego z napadów wspólnicy Alexa zdradzają go i zostaje on zatrzymany przez policję. Oskarżony o morderstwo zostaje skazany na karę 14 lat więzienia. Po dwóch latach zgadza się wziąć udział w eksperymentalnym programie resocjalizacyjnym realizowanym według tzw. techniki Ludovica. Eksperyment ma za zadanie obrzydzić mu przemoc. Udaje się do tego stopnia, że Alex na samą myśl o przestępstwie odczuwa mdłości i bóle głowy, nie jest w stanie się nawet bronić. Zostaje więc zwolniony przed czasem z więzienia i wychodzi na wolność. Po kolei spotyka swoje poprzednie ofiary, które mszczą się na nim za swoje dawniejsze krzywdy. Próbuje popełnić samobójstwo, ale zostaje odratowany dzięki staraniom rządu, który wcześniej wspierał przeprowadzony nań eksperyment. Jego przypadek zostaje wykorzystany w rozgrywkach politycznych.

## Produkcja

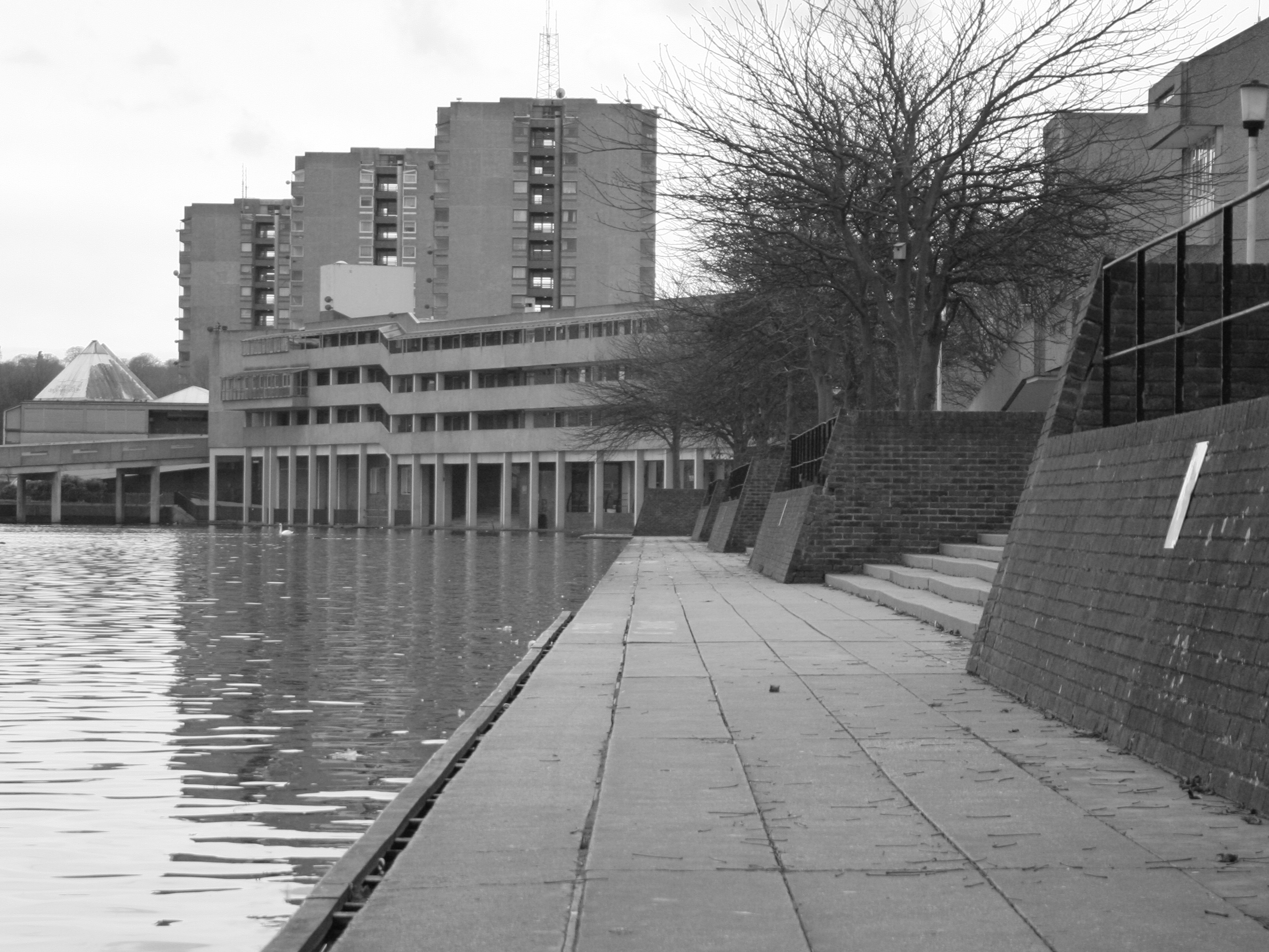
Thamesmead- Osiedle w południowo-wschodnim Londynie, jedna z lokalizacji, gdzie kręcono Mechaniczną pomarańczę

Zdjęcia do filmu kręcono w Londynie i przylegających do niego hrabstwach z uwagi na fobię Kubricka związaną z dalszymi podróżami. Wśród uwiecznionych londyńskich miejsc wymienić można m.in. ponure blokowisko Thamesmead South, Brunel University w Uxbridge, przejście podziemne pod Trinity Road w dzielnicy Wandsworth czy nabrzeże nad Tamizą Chelsea Embankment. Inne pozalondyńskie lokacje wykorzystane przez ekipę to np. Shenley i Borehamwood (bar mleczny Korova) w hrabstwie Hertfordshire, Aylesbury i West Wycombe (Buckinghamshire) oraz Shipton-under-Wychwood (Oxfordshire).

## Nagrody i wyróżnienia

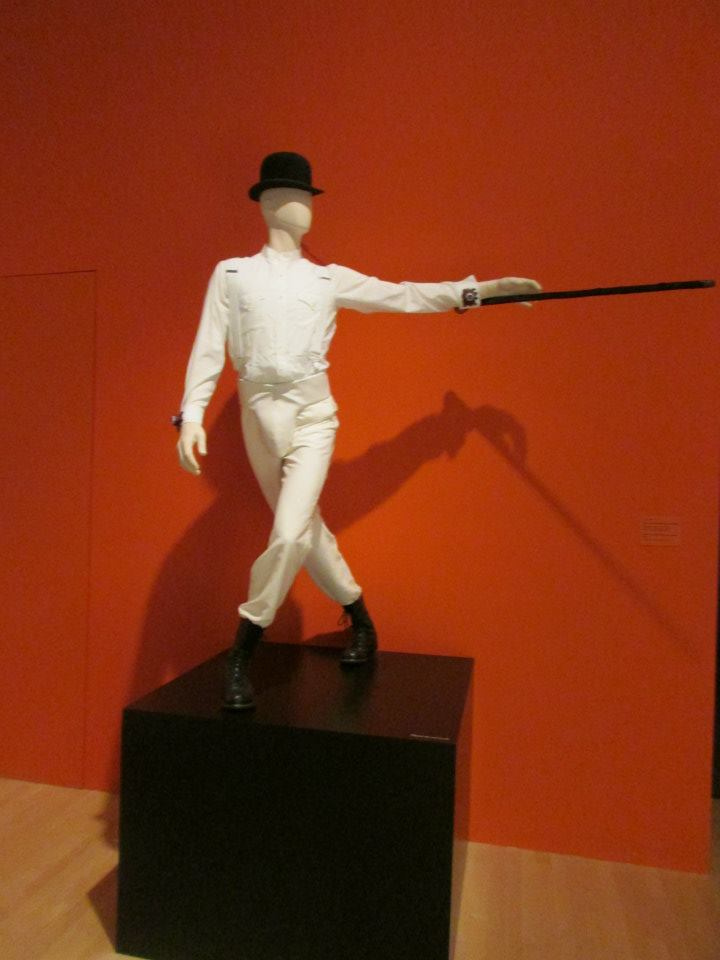
Strój z filmu Mechaniczna pomarańcza (wystawa w LACMA, Los Angeles, USA).

- Nagrody Amerykańskiej Akademii Filmowej
  - nominacja Najlepsza reżyseria – Stanley Kubrick
  - nominacja Najlepszy montaż – Bill Butler
  - nominacja Najlepszy film
  - nominacja Najlepszy scenariusz adaptowany – Stanley Kubrick

- Nagrody BAFTA
  - Najlepsza scenografia – John Barry
  - nominacja Najlepsze zdjęcia – John Alcott
  - nominacja Najlepsza reżyseria – Stanley Kubrick
  - nominacja Najlepszy film
  - nominacja Najlepszy montaż – William Butler
  - nominacja Najlepszy scenariusz – Stanley Kubrick
  - nominacja Najlepsza ścieżka dźwiękowa – Brian Blamey, John Jordan, Bill Rowe

- Nagrody Gildii Reżyserów
  - nominacja Najlepsza reżyseria – Stanley Kubrick

- Złote Globy
  - nominacja Najlepsza reżyseria – Stanley Kubrick
  - nominacja Najlepszy film dramatyczny
  - nominacja Najlepszy aktor pierwszoplanowy w dramacie – Malcolm McDowell

- Nagrody Hugo
  - Nagroda za najlepszą prezentację dramatyczną[4]

- Nagroda Stowarzyszenia Krytyków Nowojorskich
  - Najlepsza reżyseria – Stanley Kubrick
  - Najlepszy film

- Nagrody Gildii Scenarzystów
  - Nominacja za najlepszy dramatyczny scenariusz adaptowany – Stanley Kubrick

Listy Amerykańskiego Instytutu Filmowego
- AFI 100 Lat... 100 Filmów (1998) – #46
- AFI 100 Lat... 100 Thrills (2001) – #21
- AFI 100 Lat... 100 Bohaterowie i złoczyńcy (2003):
  - Alex De Large – #12 Złoczyńca
- AFI 100 Lat... 100 Filmów (10. rocznica) (2007) – #70
- AFI 10 Top 10 (2008) – #4 Sci-Fi Film